# Physalis hispida
Physalis hispida är en potatisväxtart som först beskrevs av Waterfall, och fick sitt nu gällande namn av Arthur John Cronquist. Physalis hispida ingår i släktet lyktörter, och familjen potatisväxter. Inga underarter finns listade i Catalogue of Life.